# Gentofte (gemeente)
Gentofte is een gemeente in de Deense regio Hoofdstad (Hovedstaden) en telt 74.838 inwoners (2023). Gentofte is gelegen aan de oostkust van de regio Seeland (Sjælland) in het oosten van Denemarken. De gemeente is ontstaan uit de samenvoeging van drie voormalige onafhankelijke steden (Gentofte, Vangede en Ordrup) en diverse andere plaatsen zoals Tuborg, Skovshoved, Dyssegård, Hellerup, Jægersborg en Klampenborg. Het gemeentehuis van Gentofte staat in Charlottenlund. Gentofte werd bij de herindeling van 2007 niet samengevoegd maar blijft een zelfstandige gemeente.

## Personen

### Geboren in Gentofte
- Caroline Mathilde van Denemarken (1912-1996), prinses
- Verner Panton (1926-1998), meubelontwerper
- Ida Blom (1931-2016), Noorse historica
- Per Nørgård (1932-2025), componist
- Søren Christensen (1940), jurist en ambtenaar
- Benedikte Hansen (1958), actrice
- Lars Ulrich (1963), drummer van Metallica
- Niels Henriksen (1966), roeier
- Victor Feddersen (1968), roeier
- Nikolaj Koppel (1969), journalist en presentator
- Camilla Andersen (1973), handbalster
- Jessica Draskau-Petersson (1977), atlete
- Agnes Obel (1980), singer-songwriter
- Alex Vargas (1988), muzikant
- Casper von Folsach (1993), wielrenner
- Clara Tauson (2002), tennisspeelster
- Holger Rune (2003), tennisser
- Annika Wedderkopp (2004), zangeres en actrice

### Overleden in Gentofte
- Paul Fischer (1860-1934), kunstschilder
- Hans Jacob Hansen (1855-1936), zoöloog
- Betty Hennings (1850-1939), actrice
- Valdemar Poulsen (1869-1942), technicus en uitvinder
- Orla Jørgensen (1904-1947), wielrenner
- Christian Hansen (1890-1953), roeier
- Holger Nielsen (1866-1955), schermer en atleet
- Kay Bojesen (1886-1958), zilversmid en ontwerper
- Robert Johnsen (1899-1961), turner
- Erik Scavenius (1877-1962), politicus en premier
- Emil Reesen (1887-1964), componist en dirigent
- Paul Berth (1890-1969), voetballer
- Christian Thomas (1896-1970), turner
- Anthon Olsen (1889-1972), voetballer
- Robert Johnsen (1896-1975), turner
- Henry Hansen (1902-1985), wielrenner
- Tove Birkelund (1928-1986), geologe
- Hilmar Baunsgaard (1920-1989), politicus en premier
- Svend Madsen (1897-1990), turner
- Ole Berntsen (1915-1996), zeiler

Albertslund · Allerød · Ballerup · Bornholm · Brøndby · Dragør · Egedal · Fredensborg · Frederiksberg · Frederikssund · Furesø · Gentofte · Gladsaxe · Glostrup · Gribskov · Halsnæs · Helsingør · Herlev · Hillerød · Høje-Taastrup · Hørsholm · Hvidovre · Ishøj · København · Lyngby-Taarbæk · Rødovre · Rudersdal · Tårnby · Vallensbæk
- Gemeinsame Normdatei: 4577892-9
- International Standard Name Identifier: 0000 0004 0387 1469
- Library of Congress Control Number: n82212026
- MusicBrainz: 14305cd9-3a7a-4999-af00-a36a10b063b6
- Virtual International Authority File: 153635598